# Ivo Pavelić
Ivo Pavelić (10 februari 1908 - 22 februari 2011) was een Kroatisch zwemmer en voetballer.

## Biografie
Op de Olympische Zomerspelen van 1924 kwam Pavelić uit in het zwemmen rugslag. Hij geraakte echter niet door de eerste reeks. Als voetballer had hij meer succes. In 1930 werd hij met Concordia Zagreb landskampioen. Hij speelde ook 5 keer voor het Joegoslavische voetbalteam. Hij maakte zijn studies Rechten af in de jaren hierna, werd zakenman en verhuisde naar Zwitserland in 1943. Hier werd hij een geoefend skiër. In 1946 verhuisde hij naar New York, waar hij met zijn Zwitserse vrouw Irene Gmur ging leven. In de Verenigde Staten ging hij terug het zakenleven in tot zijn pensioen in 1975.
Zijn vrouw overleed in 1984. Pavelić zelf overleed in 2011 op 103-jarige leeftijd. Hij was op dat moment de oudste Olympiër, na Walter Walsh.